# Anthony C. Grayling
Anthony Clifford Grayling CBE (Luanshya, Rodesia del norte; 3 de abril de 1949), normalmente conocido como A. C. Grayling, es un autor y filósofo británico.

## Biografía
Nació en Rodesia del norte —actual Zambia— y pasó la mayoría de su niñez allí y en Malawi. En 2011 fundó y se convirtió en el primer maestro de la Nueva Universidad de las Humanidades, una universidad de pregrado independiente en Londres. Hasta junio de 2011, fue profesor de filosofía en Birkbeck, Universidad de Londres, donde enseñó desde 1991.
Grayling es el autor de aproximadamente 30 libros acerca de filosofía, biografía, historia de las ideas, derechos humanos y ética, incluyendo La refutación del escepticismo (1985), El futuro de los valores morales (1997), Wittgenstein (1992), ¿Qué es bueno? (2000), El significado de las cosas (2001), El buen libro (2011), El argumento de Dios (2013), La era del ingenio: El siglo xvii y el Nacimiento de la mente moderna (2016) y Democracia y sus crisis (2017).
Fue administrador de la Biblioteca de Londres y miembro del Foro Económico Mundial, es miembro de la Real Sociedad de Literatura y de la Real Sociedad para el fomento de las Artes, Manufacturas y Comercio. Durante varios años fue columnista en el periódico The Guardian y presentó la serie del Servicio Mundial de la BBC Intercambios en la frontera sobre ciencia y sociedad. Ha dado conferencias en los Estados Unidos, Canadá, Australia, Irlanda, Singapur y España. En 2013 fue galardonado con el Premio Literario Forkosch, y en 2015 recibió el Premio Bertrand Russell.

### Vida personal
Grayling vive en Peckham con su esposa, la novelista Katie Hickman. Tienen una hija, Madeleine, y un hijastro, Luke, quién ambos asisten a internados. Grayling También tiene dos niños de adulto de su primer matrimonio, Jolyon y Georgina.

## Obras

### Publicaciones
- An Introduction to Philosophical Logic (1982). ISBN 0-389-20299-1
- The Refutation of Scepticism (1985). ISBN 0-7156-1922-5
- Berkeley: The Central Arguments (1986). ISBN 0-7156-2065-7
- Wittgenstein (1988). ISBN 0-19-287676-7
- with Susan Whitfield. China: A Literary Companion (1994). ISBN 0-7195-5353-9
- (ed). Philosophy: A Guide Through the Subject (1995). ISBN 0-19-875156-7
- Russell (1996). ISBN 0-19-287683-X
- The Future of Moral Values (1997), ISBN 0-297-81973-9
- Philosophy 2: Further Through the Subject (1998). ISBN 0-19-875179-6, ed.
- The Quarrel of the Age: The Life and Times of William Hazlitt (2000). ISBN 0-297-64322-3
- The Meaning of Things: Applying Philosophy to Life (2001). ISBN 0-297-60758-8
  - published in the US as Meditations for the Humanist: Ethics for a Secular Age.
- The Reason of Things: Living with Philosophy (2002). ISBN 0-297-82935-1
  - published in the US as Life, Sex, and Ideas: The Good Life Without God.
- What Is Good?: The Search for the Best Way to Live (2003). ISBN 0-297-84132-7
- The Mystery of Things (2004). ISBN 0-297-64559-5
- The Art of Always Being Right (2004). ISBN 1-903933-61-7 [Edited T. Bailey Saunders' translation of Schopenhauer's essay The Art of Being Right]
- Descartes: The Life of René Descartes and Its Place in His Times (2005). ISBN 0-7432-3147-3
- The Heart of Things: Applying Philosophy to the 21st Century (2005). ISBN 0-297-84819-4
- The Form of Things: Essays on Life, Ideas and Liberty in the 21st Century (2006). ISBN 0-297-85167-5
- with Andrew Pyle and Naomi Goulder (eds). The Continuum Encyclopedia of British Philosophy (2006), ISBN 1-84371-141-9
- Among the Dead Cities: Was the Allied Bombing of Civilians in WWII a Necessity or a Crime? (2006). ISBN 0-7475-7671-8
- with Mick Gordon. On Religion (2007).
- Against All Gods: Six Polemics on Religion and an Essay on Kindness (2007). ISBN 978-1-84002-728-0
- Truth, Meaning and Realism: Essays in the Philosophy of Thought (2007). ISBN 978-0-8264-9748-2
- Towards The Light (2007). ISBN 978-0-8027-1636-1
  - published in the US as Towards the Light of Liberty.
- The Choice of Hercules (2007).
- Scepticism and the Possibility of Knowledge (2008).
- Ideas That Matter: A Personal Guide for the 21st Century (2009). ISBN 978-0-297-85676-4
- Liberty in the Age of Terror : A Defence of Civil Society and Enlightenment Values (2009).
- To Set Prometheus Free: Essays on Religion, Reason and Humanity (2009). ISBN 978-1-84002-962-8
- Thinking of Answers: Questions in the Philosophy of Everyday Life (2010). ISBN 978-1-4088-0598-5
- The Good Book (2011). ISBN 978-0-8027-1737-5
- Friendship (2013). ISBN 978-0300175356
- The God Argument (2013). ISBN 978-1-62040-190-3
- The Challenge of Things: Thinking Through Troubled Times (2015). ISBN 978-1-4088-6461-6
- The Age of Genius: The Seventeenth Century and the Birth of the Modern Mind (2016). ISBN 978-0747599425
- War: An Enquiry (2017). ISBN 978-0300175349